# Liste der Nummer-eins-Hits in Belgien (1961)
Diese Liste enthält alle Nummer-eins-Hits in Belgien im Jahr 1961. Es gab in diesem Jahr acht Nummer-eins-Singles.
| Singles |
| --- |
| - Elvis Presley – Are You Lonesome Tonight? - 2 Monate (1. Dezember 1960 – 31. Januar 1961) - Elvis Presley – Wooden Heart (muss i denn...) - 2 Monate (1. Februar – 31. März) - Elvis Presley – Surrender - 1 Monat (1. April – 30. April) - The String-A-Longs – Wheels - 3 Monate (1. Mai – 31. Juli) - Ricky Nelson – Hello Mary Lou - 1 Monat (1. August – 31. August) - Johnny Hoes – Och was ik maar bij moeder thuis gebleven - 2 Monate (1. September – 31. Oktober) - Elvis Presley – Little Sister - 1 Monat (1. November – 30. November) - Tony Dallara – La novia - 1 Monat (1. Dezember – 31. Dezember) |

## Jahreshitparaden
| Singles |
| --- |
| 1. The String-A-Longs – Wheels 2. Paul Anka – Dance On Little Girl 3. Buzz Clifford – Baby Sittin’ Boogie 4. Johnny Hoes – Och was ik maar 5. Ricky Nelson – Hello Mary Lou 6. Elvis Presley – Surrender 7. The Cousins – Kili watch 8. The Blue Diamonds – Ramona 9. Elvis Presley – Are You Lonesome Tonight? 10. Ralf Bendix – Der rote Tango 11. Paul Anka – Tonight My Love, Tonight 12. Clyde Otis – Jungle Drums 13. Elvis Presley – Wooden Heart (muss i denn...) 14. Petula Clark – Romeo 15. The Drifters – Save the Last Dance for Me 16. The Marcels – Blue Moon 17. The Drifters – Save The Last Dance For Me 18. Alberto Cortez – Sucu sucu 19. Freddy Quinn – La Paloma 20. The Jokers – Cecilia Rock |